# Moinhos do Folón e do Picón

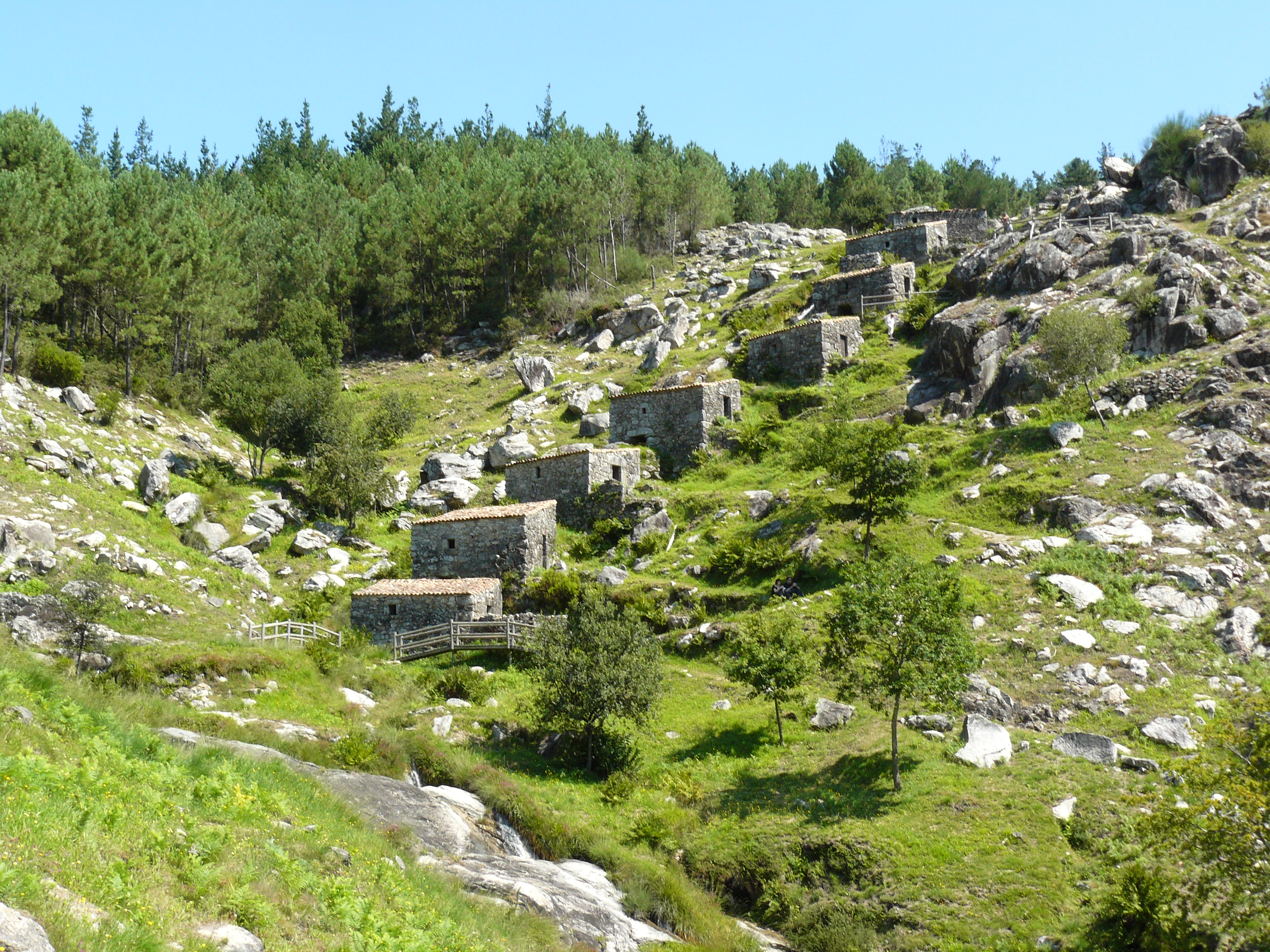
Vista geral dos Moinhos do Folón

Os Moinhos do Folón e do Picón são um grupo de 67 moinhos dispostos em cascata, declarados Bem de Interesse Cultural pela Junta da Galiza ao constituir parte do rico patrimônio etnográfico da comarca do Rosal, já mencionados em documentos do século XVII.

## Situação
Encontram-se situados dentro do concelho do Rosal, entre os lugares de Martín e Fornelos, na ladeira do Monte Campo do Couto, desde o qual se pode contemplar o vale todo do Rosal, a desembocadura do rio Minho e o Monte onde se encontra o Castro de Santa Trega.

## Descrição

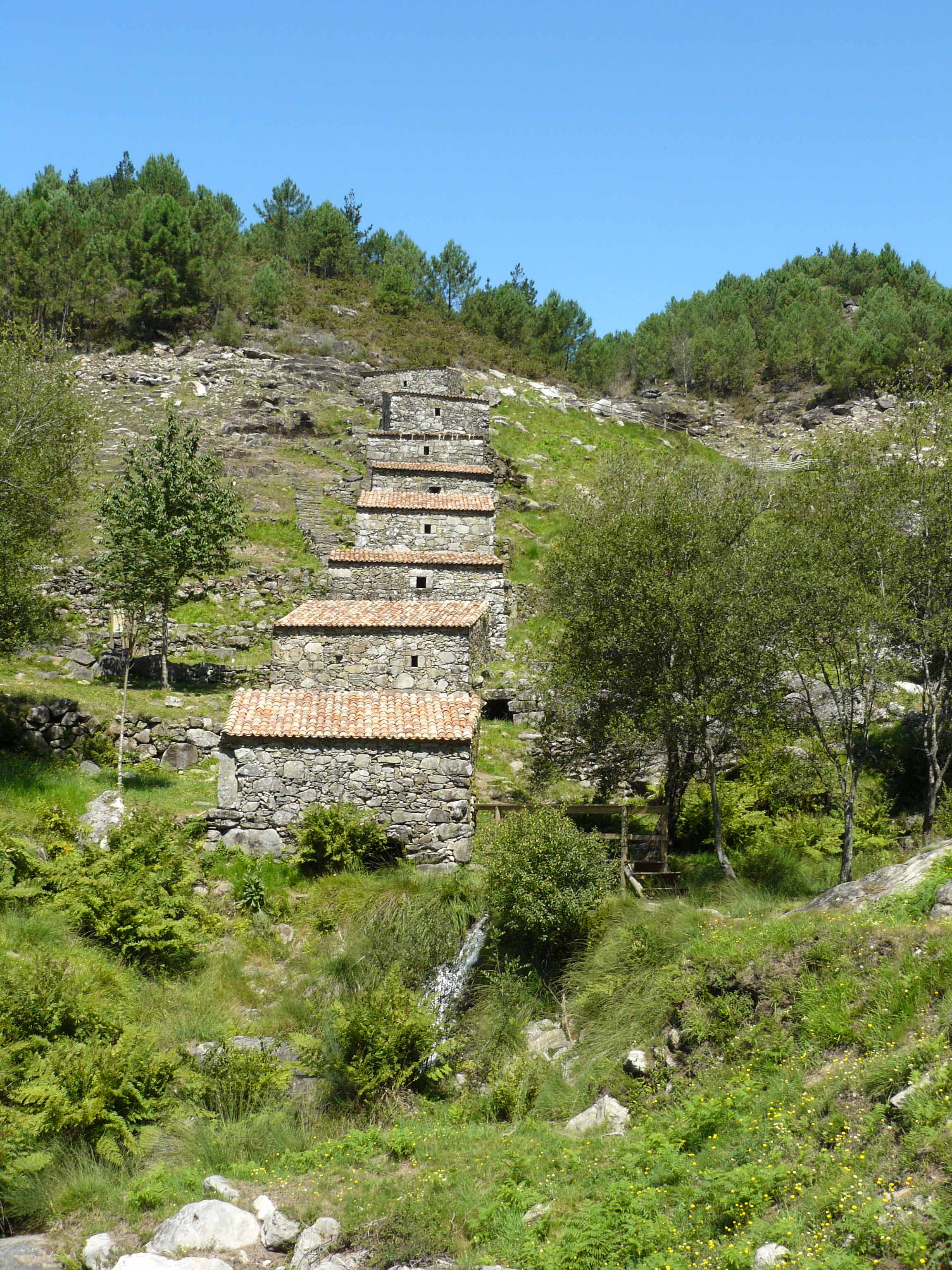
Vista geral dos Moinhos do Folón

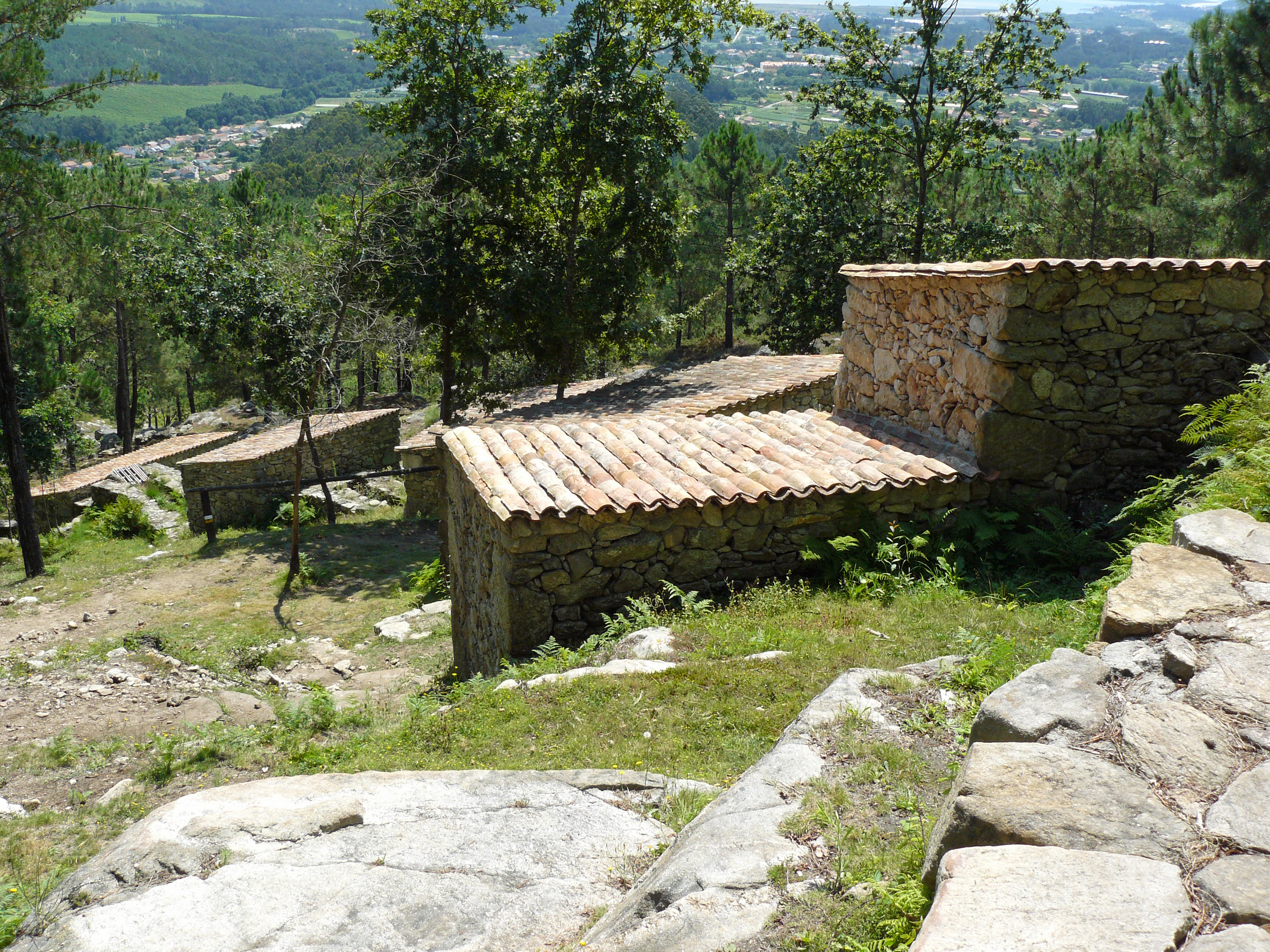
Vista geral dos Moinhos do Picón

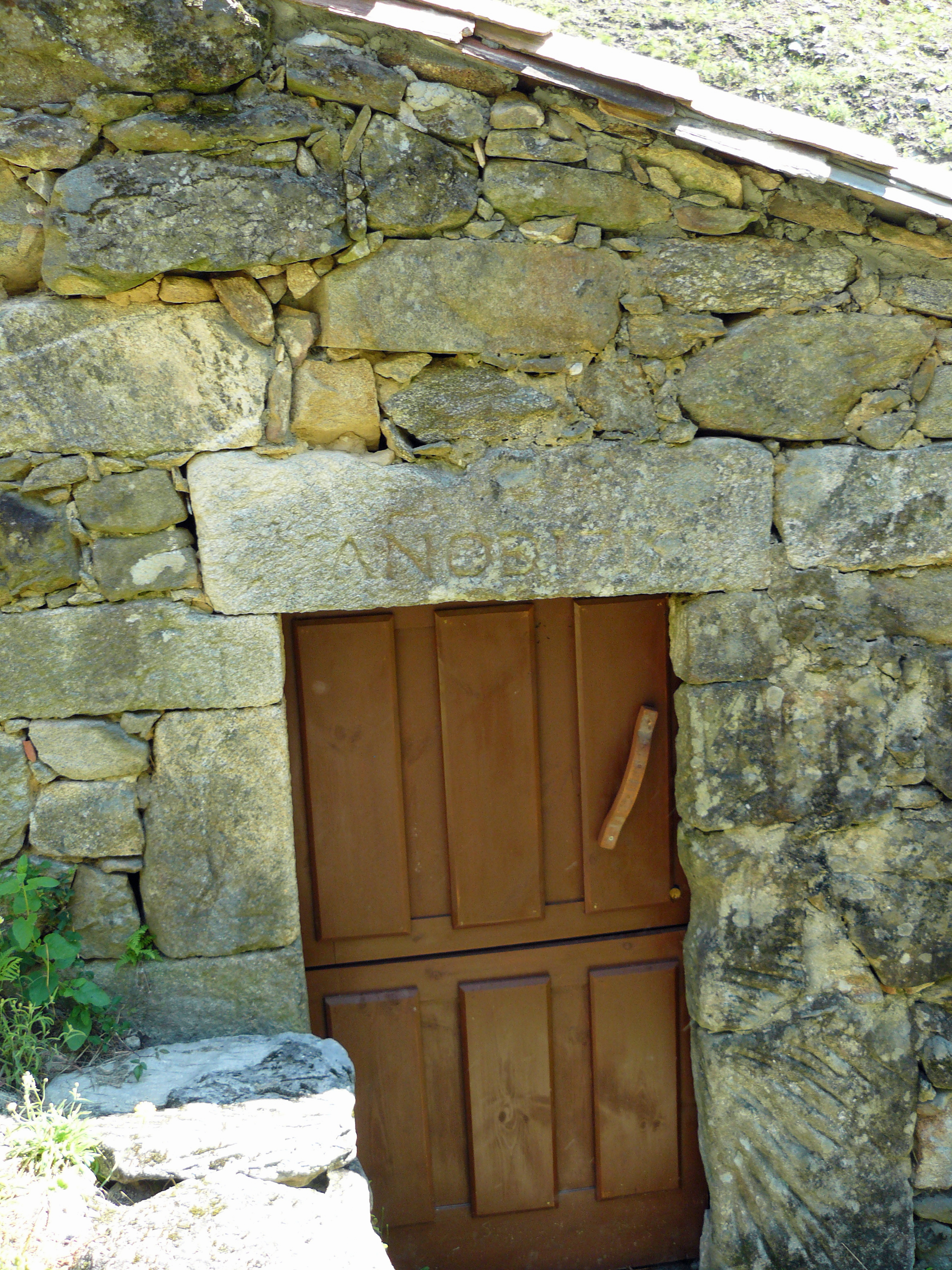
Inscrição no moinho número 16

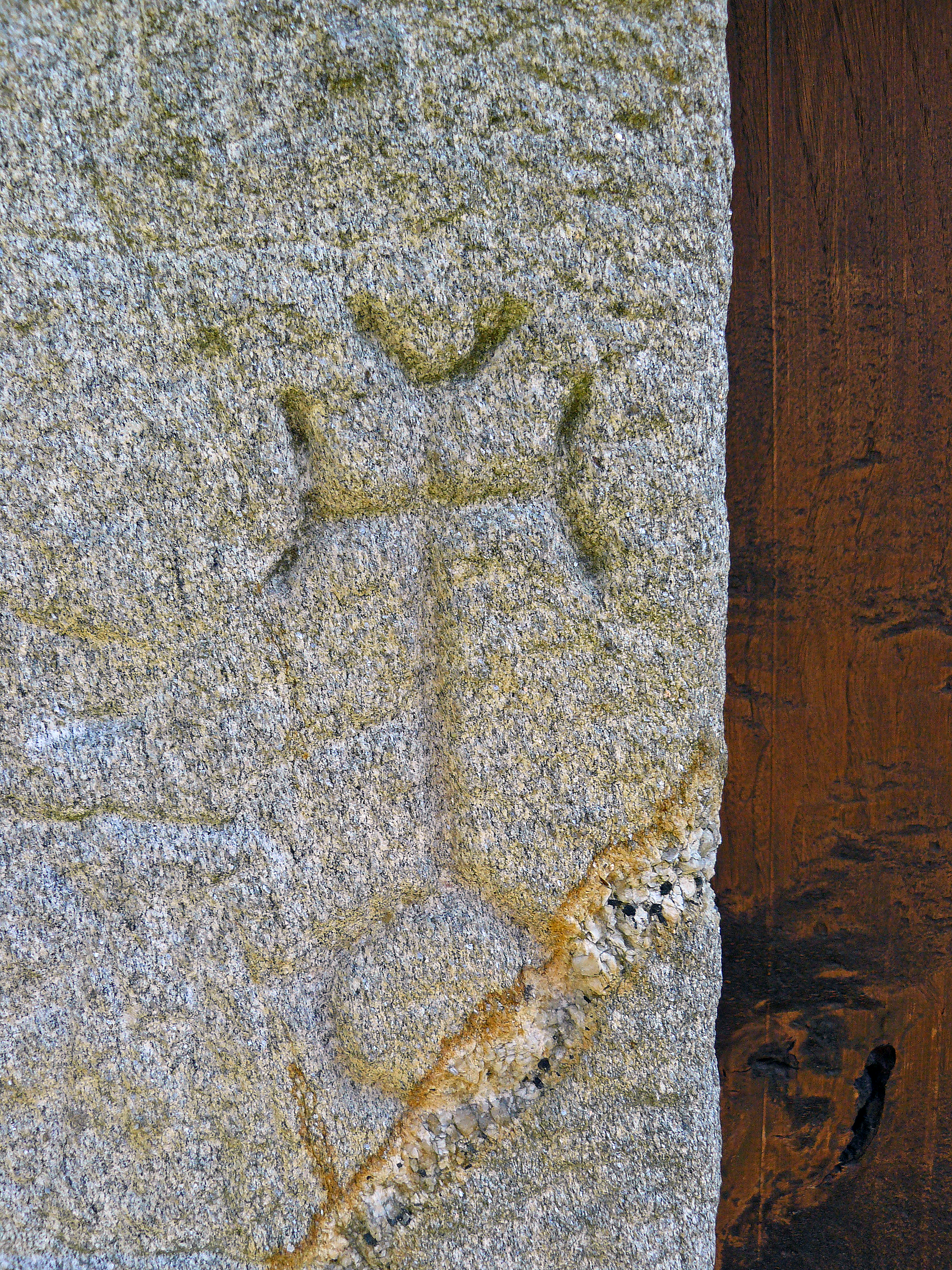
Inscrição no moinho 21

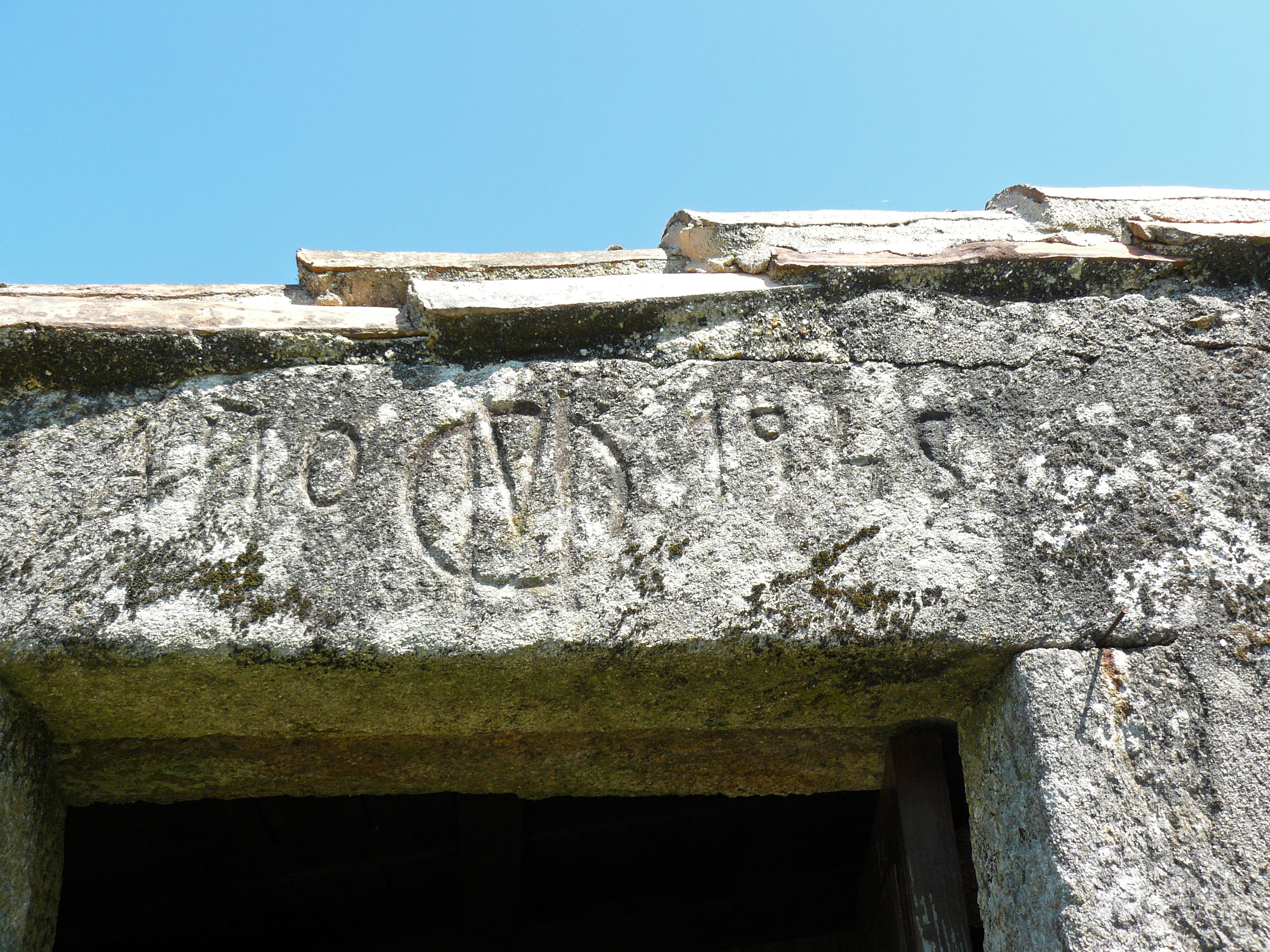
Sinais canteiro num moinho

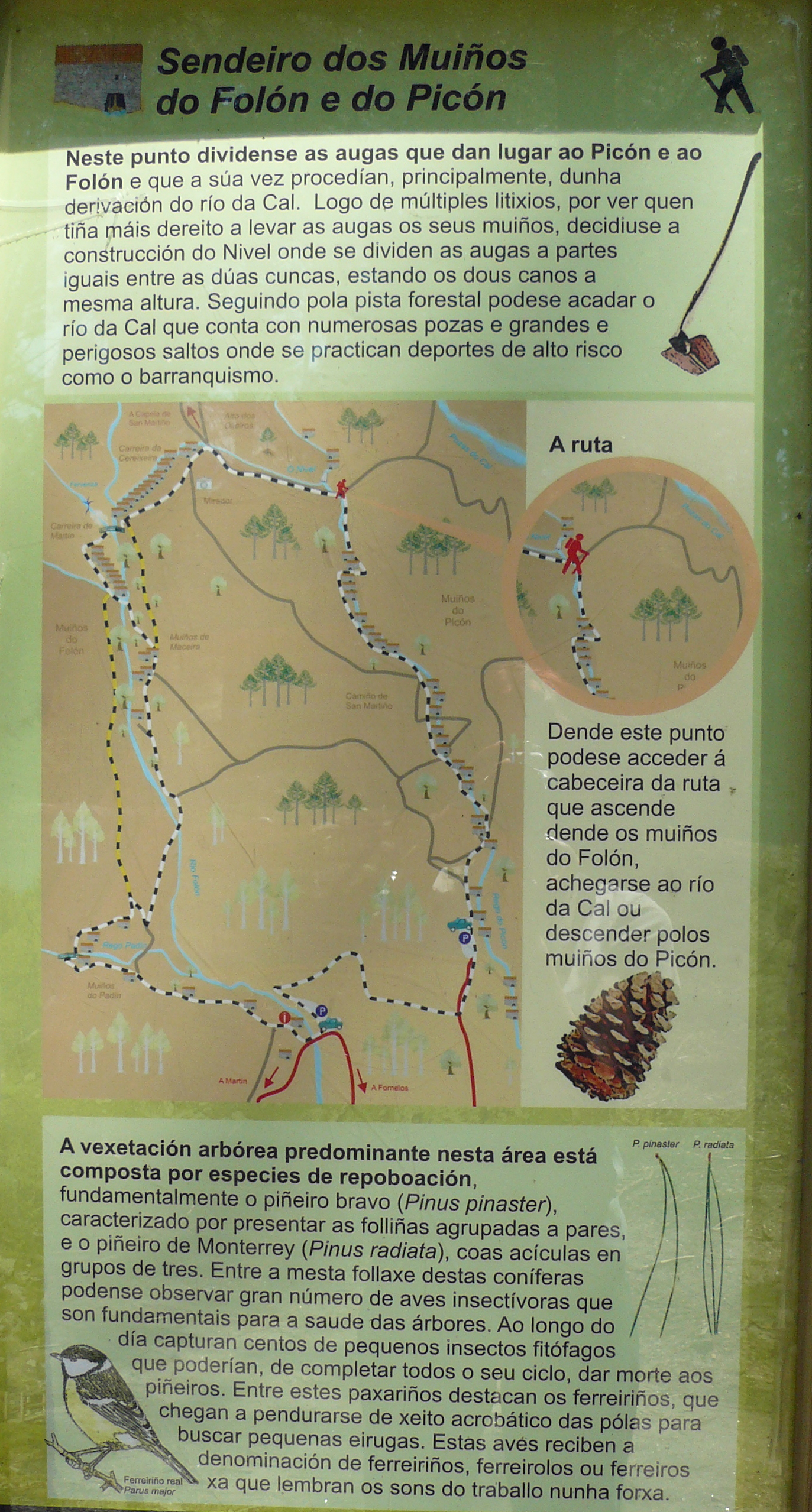
Rota de trekking

Os 60 moinhos encontram-se divididos em dois trechos que recebem dois nomes diferenciados:
1. Os Moinhos do Folón: Os 36 na vertente do Folón, por onde escorre o regato também chamado "Folón".
2. Os Moinhos do Picón: Os 31 na vertente do Picón.

Dentro dos diferentes tipos de moinhos existentes, podem-se classificar como moinhos de rodízio ou de roda motriz horizontal, e dentro destes, nos moinhos do Folón e do Picón podemos encontrar tanto moinhos de canal (normalmente coberta no trecho mais inclinado), nos quais a água termina justamente no inferno onde fica o rodízio; e moinhos de cubo ou de poço, que se podem observar nos trechos com mais inclinação da rota, onde se armazenava a água nos cubos dos moinhos superiores e daí, uma vez usada pelo moinho, passava ao seguinte e assim sucessivamente.
A maioria deles tem uma estrutura de duas plantas, na inferior chamada sarteio pode-se ver ainda a maquinaria na qual age a força da água; no terminado ou andar superior é onde se podem encontrar as mós,  comumente feitas de pedra.
Os primeiros moinhos conservados datam dos séculos XVIII e XIX, como se pode comprovar, por exemplo, no moinho número 11, o qual recolhe a datação mais antiga: Ano 1702, ou o moinho número 16 que recolhe o ano de 1715.
Nos dintéis, jambas, umbrais e paredes, tanto interiores como exteriores, podem-se observar, numerosas marcas de canteiro, posteriormente, os proprietários dos moinhos também deixaram as suas próprias marcas e sinais (e.g. cruzes), tendo neste caso uma possível função quer protetora quer delimitadora da propriedade.
Como exemplo, pose assinalar-se a inscrição de uma cruz com a lenda “Ave Maria” que se observa no moinho número 4 ou de uma cruz com um cálice no moinho número 21.
São edificações feitas de pedra construídas numa encosta ao pé do rio, para aproveitar toda a força da água com o fim de moer o grão de milho, de centeio ou de trigo para fazer farinha. Alguns deles conservam no exterior pias de pedra usadas como bebedouros e comedouros dos animais, como por exemplo, no moinho número 5 (que tem um alpendre para as cavalarias) ou o 23.
Hoje em dia, existe uma rota de trekking assinalada com a possibilidade de fazer visitas guiadas gratuitas com o fim de ver e entender o funcionamento dos moinhos.

## Galeria de imagens

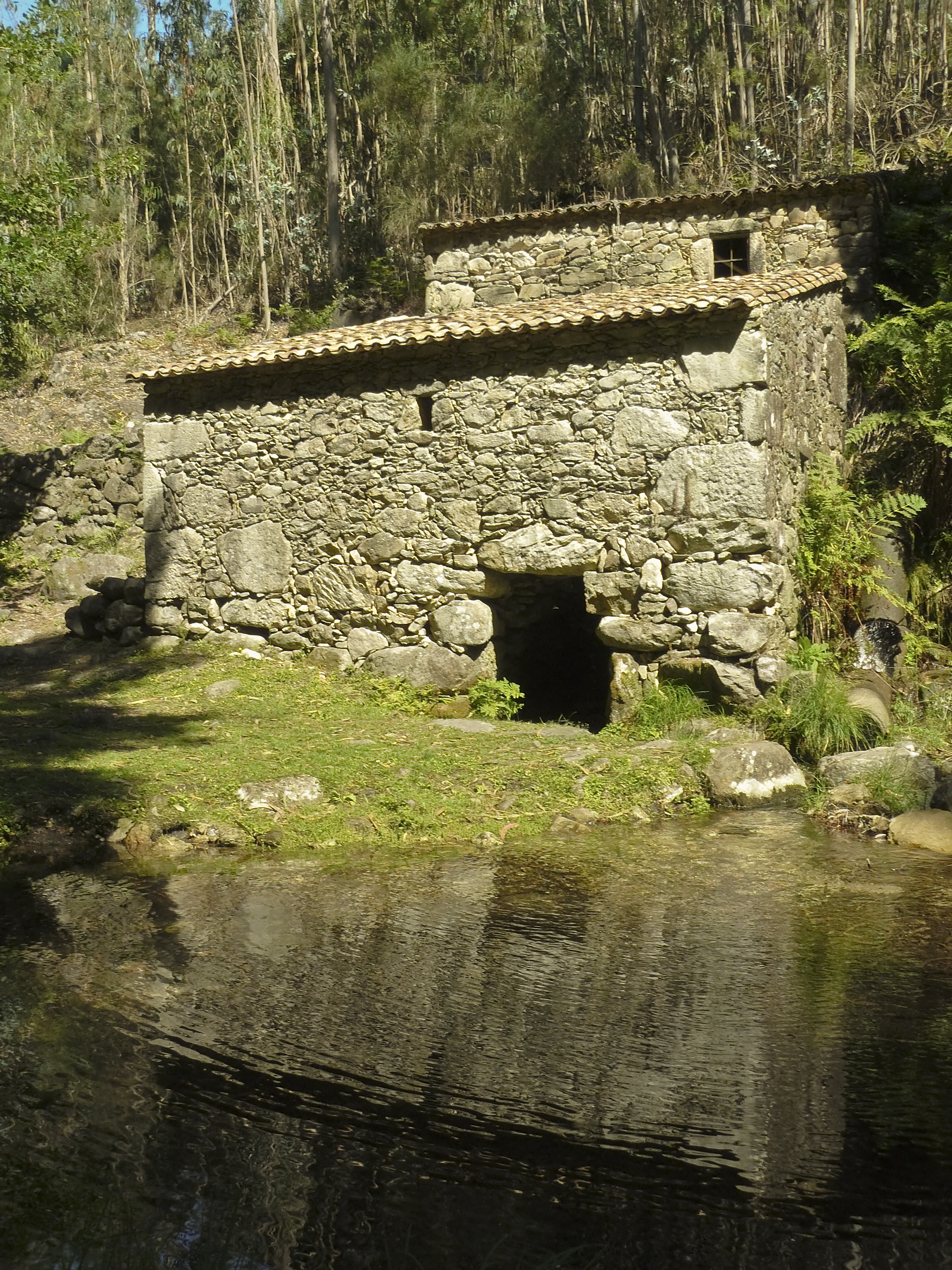
Pormenor dum Moinho do Folón
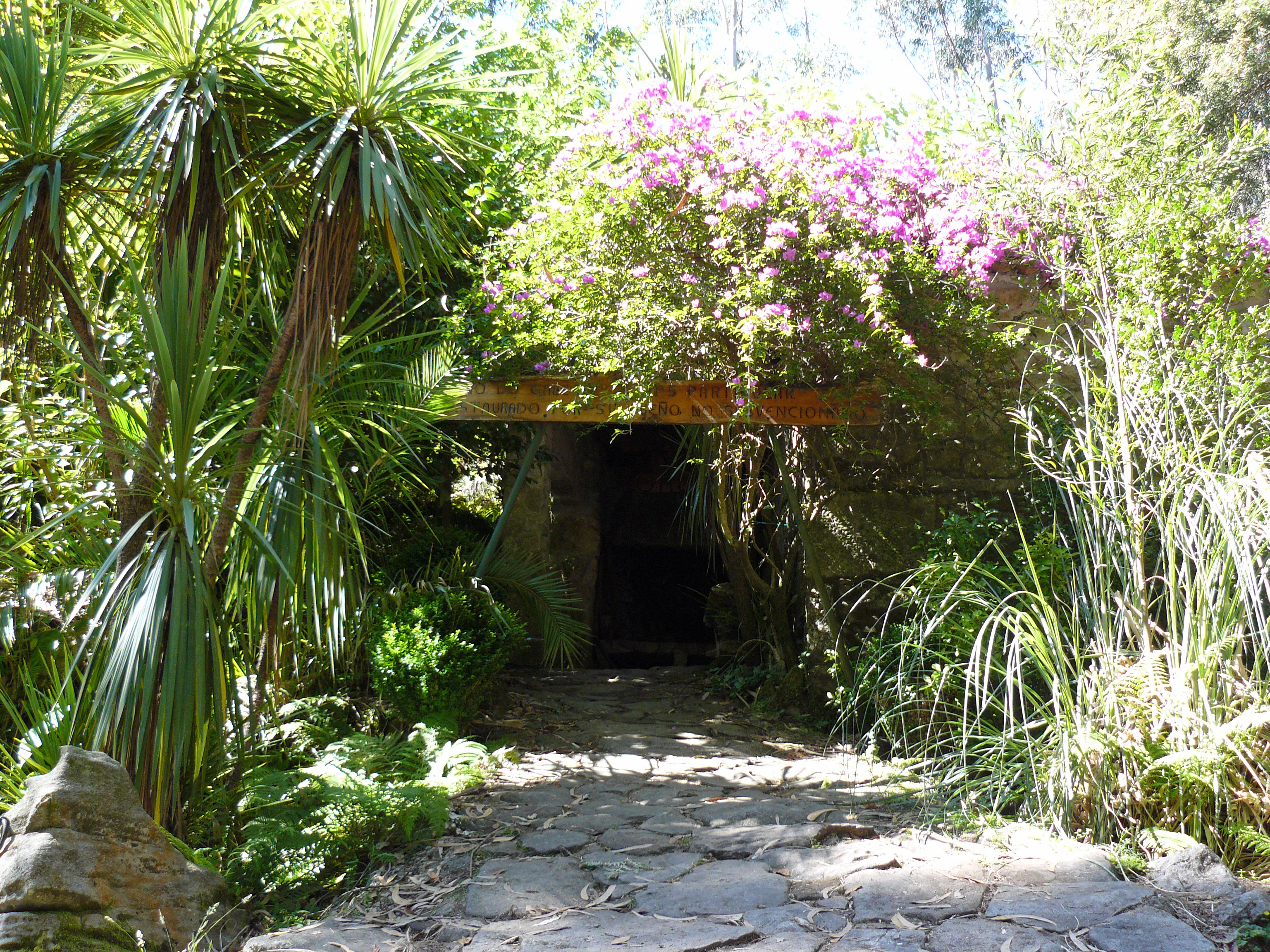
Moinho restaurado no Folón
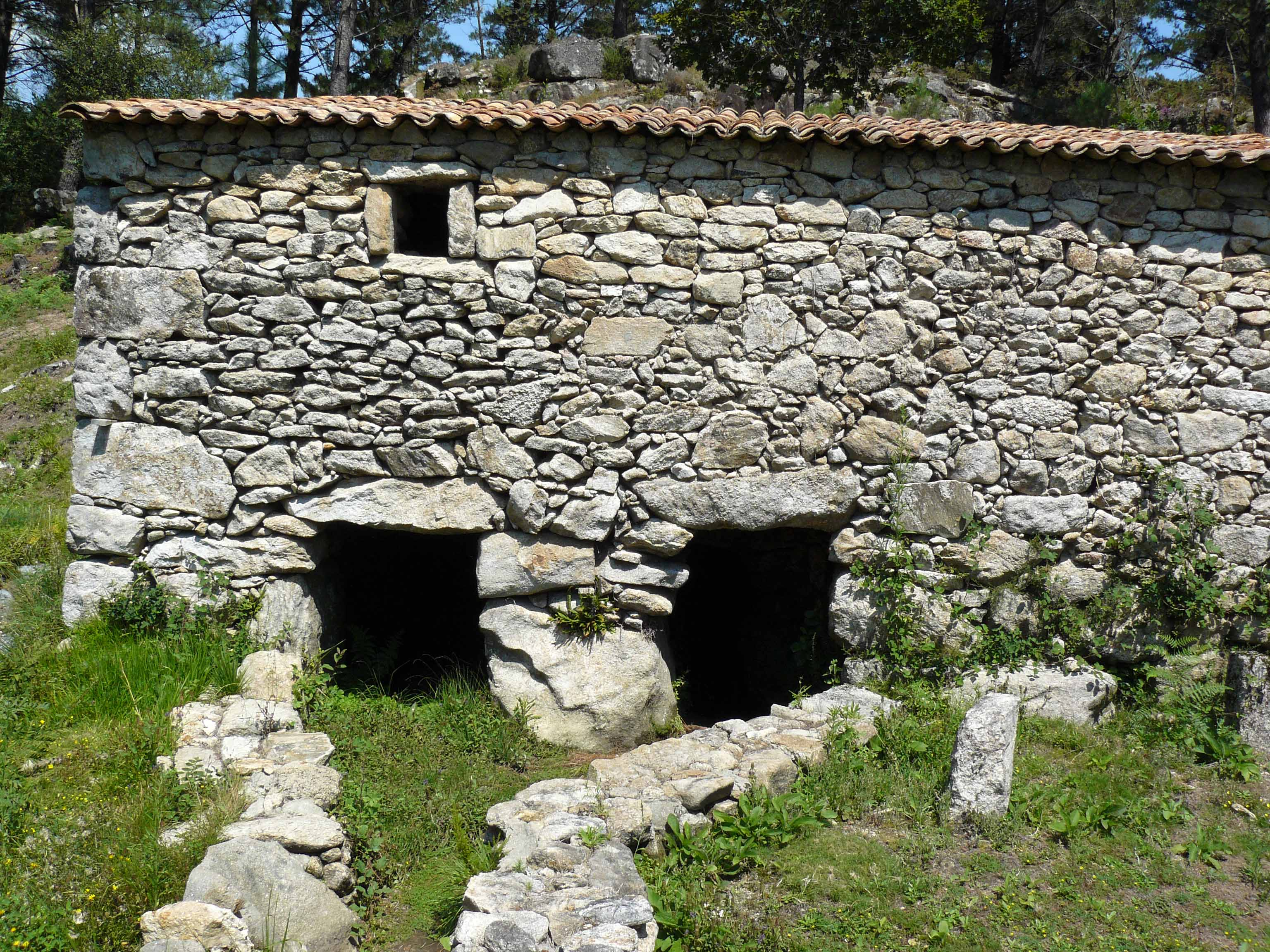
Pormenor dum moinho do Picón
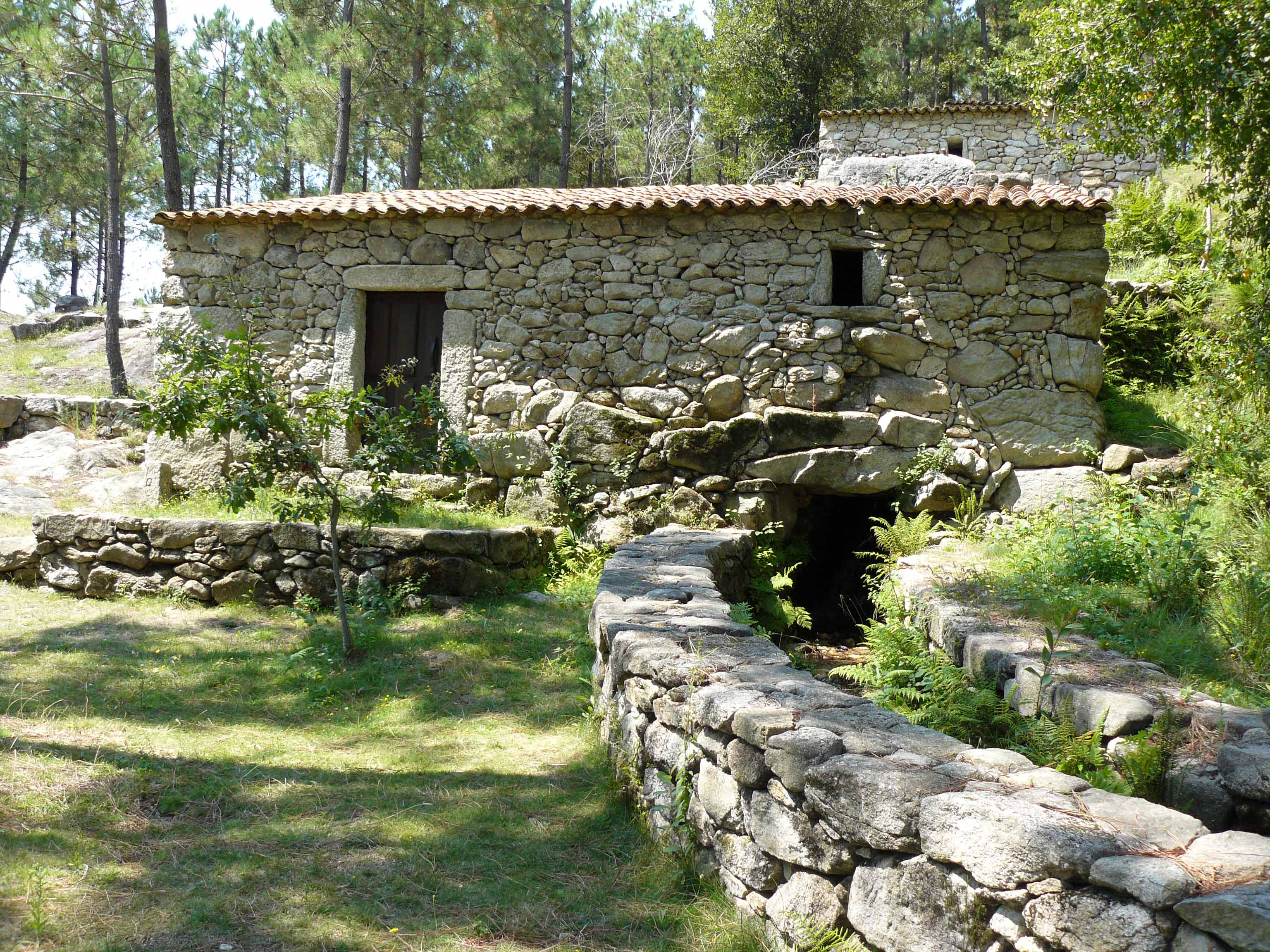
Moinhos do Picón
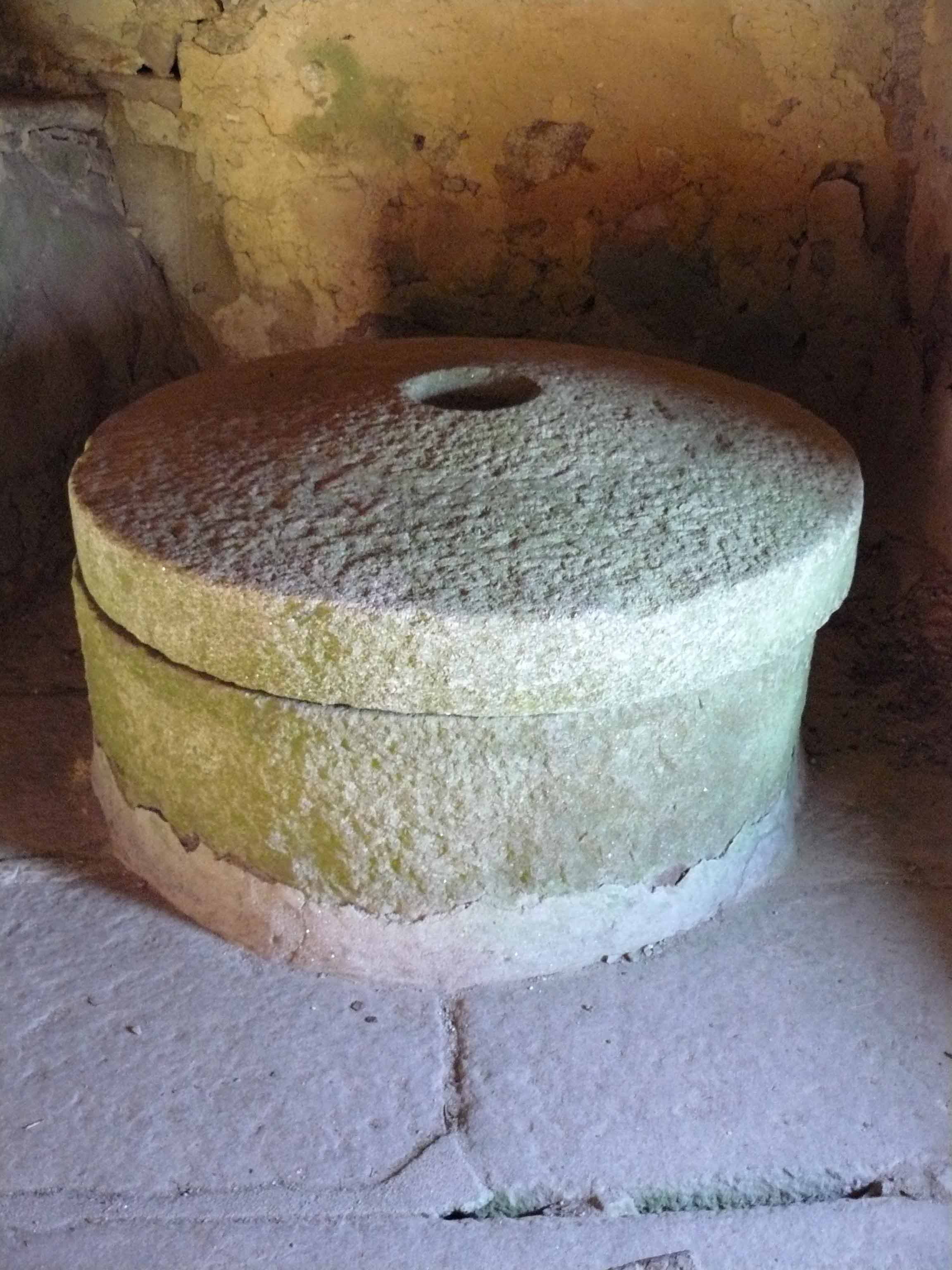
Mó do moinho
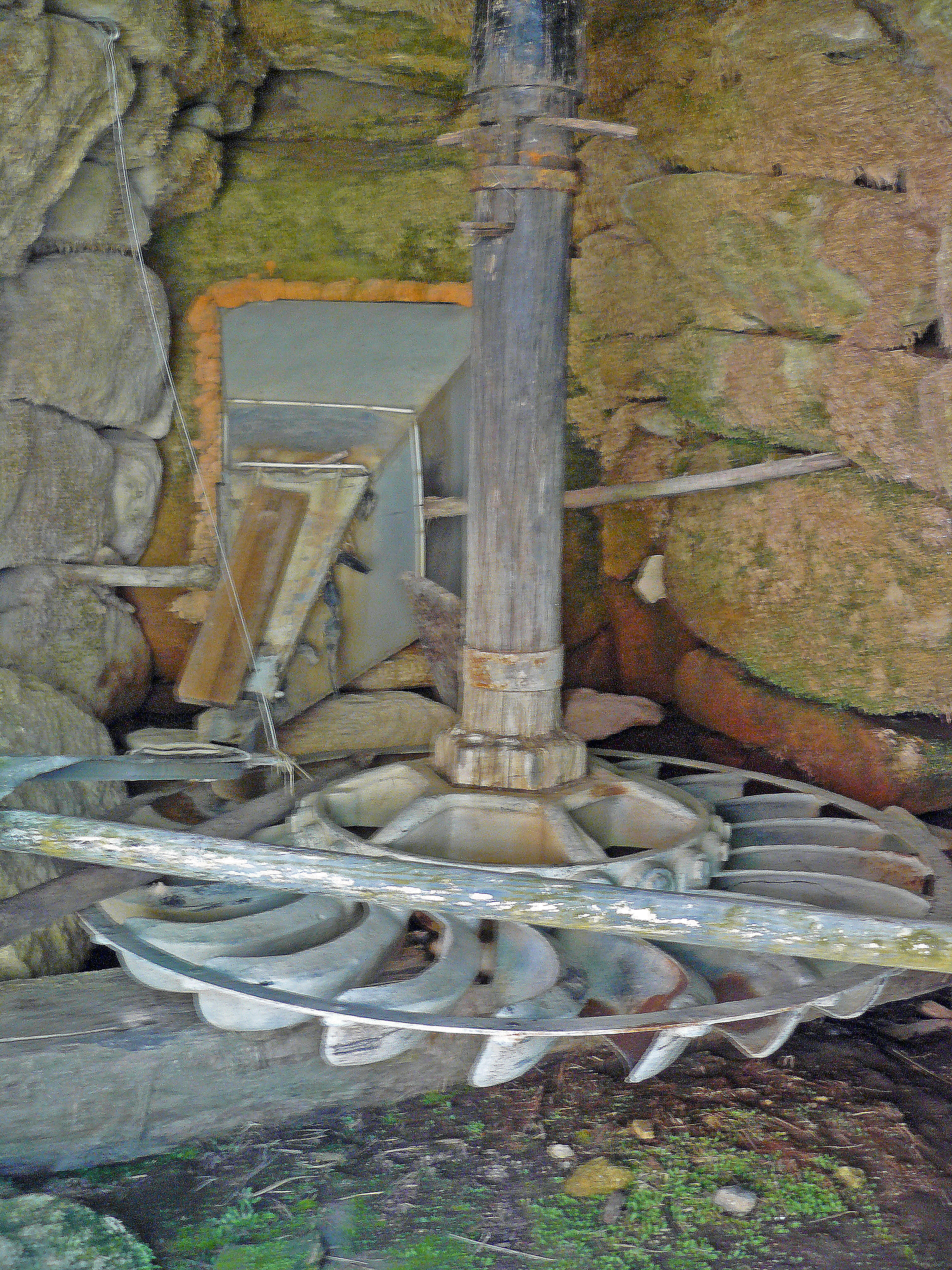
Estrutura interna moinho
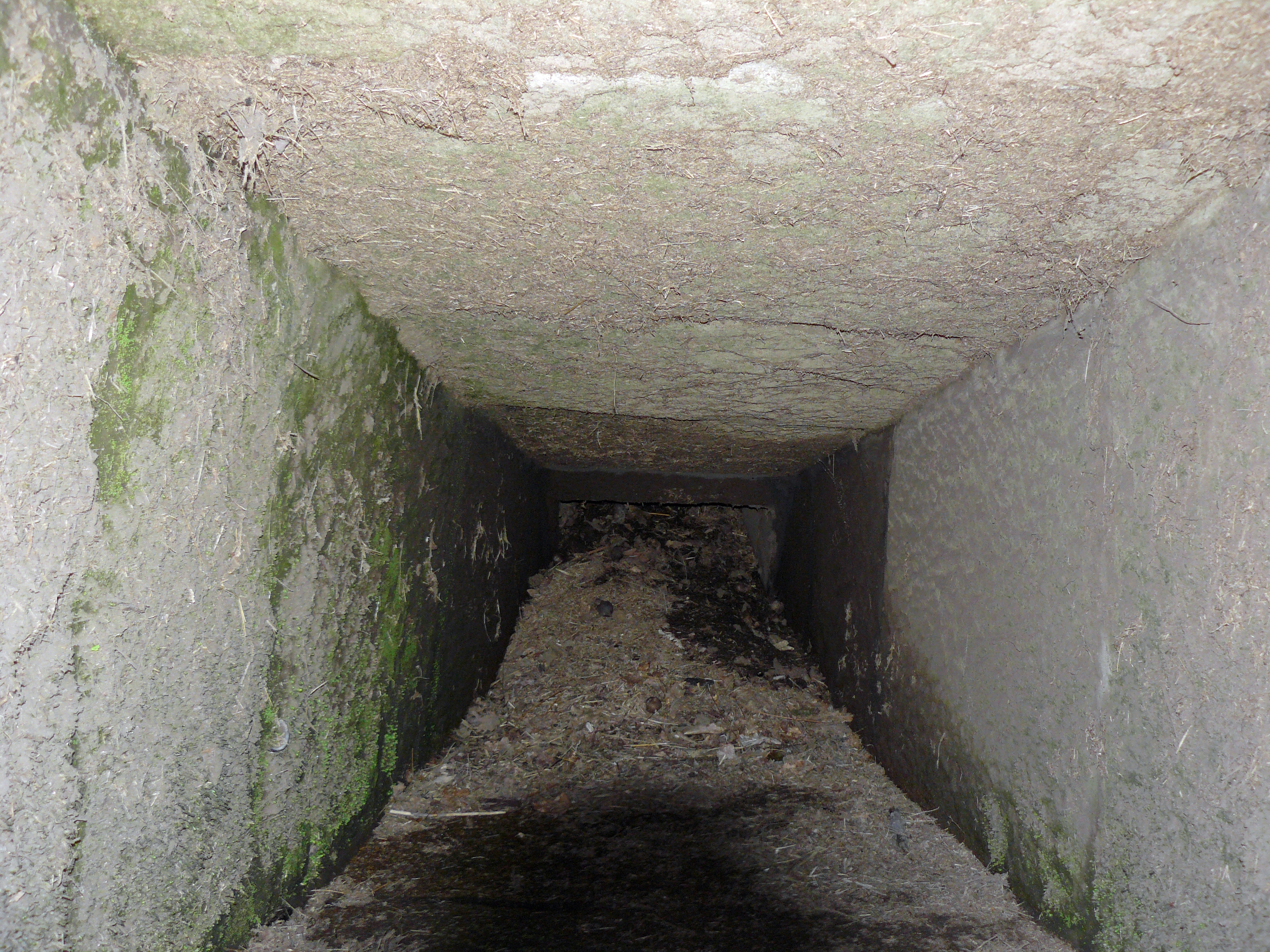
Cubo do moinho
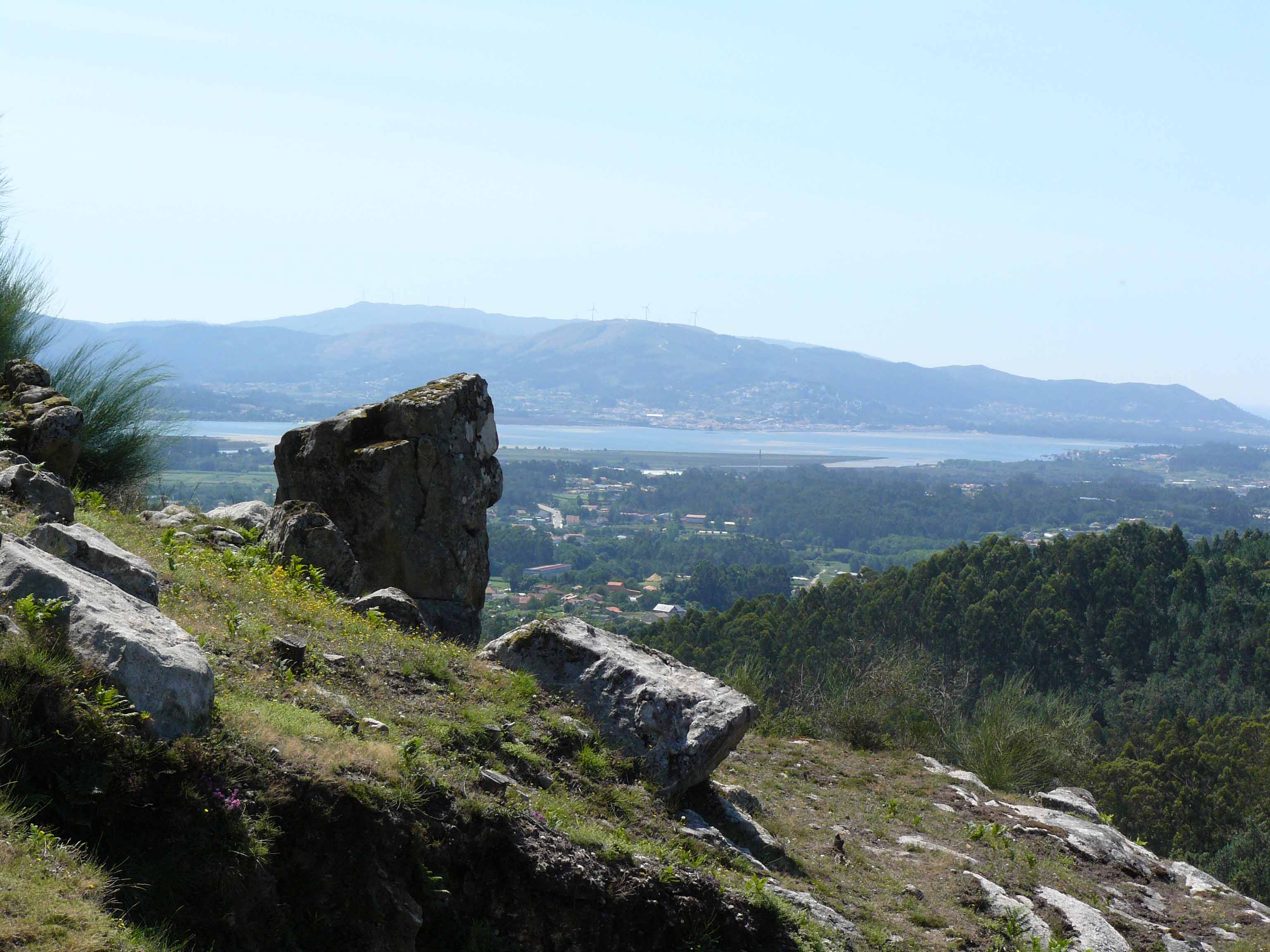
Vista do rio Minho desde a cima da rota